# Alpnäva
Alpnäva (Geranium rivulare) är en näveväxtart som beskrevs av Dominique Villars. Enligt både Catalogue of Life och Dyntaxa ingår alpnävan i släktet nävor och familjen näveväxter. Arten förekommer tillfälligt i Sverige, men reproducerar sig inte. Inga underarter finns listade i Catalogue of Life.